# فاتح ۳۱۳
موشک فاتح ۳۱۳ یک موشک سوخت جامد، بالستیک کوتاه برد ساخت ایران است که در ۳۱ مرداد ۱۳۹۴ (۲۱ اوت ۲۰۱۵) با حضور حسن روحانی در سازمان هوافضای وزارت دفاع رونمایی شد. این موشک نسل جدید خانواده موشکهای فاتح است. مشخصات این موشک تقریباً مشابه نسل قبلی خود یعنی موشک فاتح ۱۱۰ بوده و تغیرات وزنی کمی داشته‌است. درجریان «حمله جمهوری اسلامی ایران به پایگاه عین‌الاسد» از این موشک استفاده شد. عمده تفاوت این مدل نقطه زن بودن و برد ۵۰۰ کیلومتری آن است.

## ویژگی‌ها
در طراحی این موشک سطح به سطح علاوه بر سبک‌سازی بدنه، نسل پیشرفته‌ای از پیشرانه‌های سوخت جامد مرکب و سنسور که با دانش بومی طراحی شده نیز به کار گرفته شده‌است.
برد فاتح ۳۱۳ نسبت به مدل‌های قبلی با افزایش ۲۰۰ کیلومتری به حدود ۵۰۰ کیلومتر رسیده‌است.